# Стейтсвіль (Північна Кароліна)
Стейтсвіль (англ. Statesville) — місто (англ. city) в США, Адміністративний центр округу Еределл штату Північна Кароліна. Населення — 28 419 осіб (2020).

## Географія
Стейтсвіль розташований за координатами 35°47′0″ пн. ш. 80°52′14″ зх. д. / 35.78333° пн. ш. 80.87056° зх. д. (35.783320, -80.870657).  За даними Бюро перепису населення США в 2010 році місто мало площу 63,12 км², з яких 62,82 км² — суходіл та 0,30 км² — водойми.

## Демографія
Згідно з переписом 2010 року, у місті мешкали 24 532 особи в 9965 домогосподарствах у складі 6222 родин. Густота населення становила 389 осіб/км².  Було 11554 помешкання (183/км²).
Расовий склад населення:
| - 54,8 % — білих - 34,5 % — чорних або афроамериканців - 1,9 % — азіатів - 0,3 % — корінних американців - 6,1 % — осіб інших рас |

До двох чи більше рас належало 2,4 %. Частка іспаномовних становила 10,9 % від усіх жителів.
За віковим діапазоном населення розподілялося таким чином: 24,6 % — особи молодші 18 років, 59,5 % — особи у віці 18—64 років, 15,9 % — особи у віці 65 років та старші. Медіана віку мешканця становила 37,8 року. На 100 осіб жіночої статі у місті припадало 88,9 чоловіків;  на 100 жінок у віці від 18 років та старших — 84,5 чоловіків також старших 18 років.
Середній дохід на одне домашнє господарство  становив 50 519 доларів США (медіана — 32 728), а середній дохід на одну сім'ю — 58 216 доларів (медіана — 39 185). Медіана доходів становила 37 278 доларів для чоловіків та 29 960 доларів для жінок. За межею бідності перебувало 28,4 % осіб, у тому числі 46,2 % дітей у віці до 18 років та 12,5 % осіб у віці 65 років та старших.
Цивільне працевлаштоване населення становило 10 455 осіб. Основні галузі зайнятості: освіта, охорона здоров'я та соціальна допомога — 22,3 %, виробництво — 19,6 %, роздрібна торгівля — 16,2 %.